# 大德意志裝甲擲彈兵師
大德意志師（Division “Großdeutschland”）是二次世界大戰中隸屬於納粹德國陸軍的最精銳部隊之一。是除了武裝黨衛軍以外裝備最精良的國防軍部隊，最初成立時為摩托化步兵師，1943年後改制為裝甲擲彈兵師。

## 歷史
大德意志部隊起源於柏林的守備團級單位，另有一部分成員來自於德貝里茨陸軍學校的步兵教導團（Infanterie-Lehr-Regiment）。1939年6月12日，柏林守備團（Wach-Regiment Berlin）被授予「大德意志」步兵團（Infantry Regiment Grossdeutschland）之名。並與德貝里茨陸軍學校的步兵教導團合併為「大德意志」（摩托化）步兵團，下轄四個營。同年八月，此新成立的步兵團開始加入元首護衛隊（FBK）的任務，與其他部隊共同負責元首總部（FHQ）的防務。
1941年6月22日，德軍開始對蘇聯的東線戰爭，大德意志托化步兵團被編入中央集團軍第2裝甲集群的第24摩托化軍。
1942年3月東線戰事暫時平靜，該團也接到了擴編的命令，隨後被撤往奧廖爾地區休整。在4月正式整編為摩托化步兵師，原團改制為第一步兵團，並補充在柏林組建的第二步兵團。該師還獲得一個裝備三號坦克和四號坦克的裝甲營、一個突擊炮營、一個偵察營、一個反坦克營、一個通訊營和一個防空營。擴編完成後，該師加入第48裝甲軍，參加「藍色方案」，目標是攻佔斯大林格勒，然後向高加索進軍。8月時該師抵達距離莫斯科僅100英里的熱澤夫突出部，與第9軍團 (德意志國防軍)一起死守以抵抗蘇軍發起的大反攻。10月初，下轄第一、第二步兵團被希特勒分別賦予榮譽稱號「大德意志裝甲擲彈兵團」、「大德意志燧發槍兵團」。
1943年2月，大德意志師參與第三次卡爾可夫戰役，雖成功完成奪回卡爾可夫的任務，但該師並再次遭到重創。5月該師重組為裝甲擲彈兵師，改編後的大德意志師包括一個裝甲團，且每個擲彈兵團皆配置 Sd.Kfz. 251半履帶車營、偵察營、工兵營。雖然名為裝甲擲彈兵師，但其裝甲化程度已可類比一個裝甲師，並配備了當時數量還很少的虎式坦克。在完成換裝後，1943年6月，大德意志師加入第4裝甲軍團的第48裝甲軍，為堡壘行動做準備。7月初，大德意志師補充一個連的豹式坦克並參與庫斯克會戰。1943年9月，大德意志師由於一連串的激戰，損失慘重被調回到法國休整。在1943年11月之後，該師在東線不斷從一個防線轉向另一個防線，甚至被分為幾個戰鬥群，分批在第聶伯河防線上增援。
1944年3月，該師跟著殘破不堪的南方集團軍群撤往羅馬尼亞邊境。4月，該師在邊境城市雅西同蘇軍作戰，以掩護友軍撤往比薩拉比亞。
1944年11月，大德意志師一路西撤到東普魯士，儘管部隊傷亡慘重，但德軍統帥部相信大德意志師仍然能夠起死回生，因此將該師擴編為大德意志裝甲軍，除原大德意志師外，編入布蘭登堡師及其他殘存的各級部隊。
1945年1月，大德意志裝甲軍在東普魯士持續對抗蘇軍的攻勢，但下屬的勃蘭登堡師、赫爾曼·戈林師則奉命調往他處作戰。1945年3月，該師兵力已減少到4,000人左右，最後由梅梅爾橋頭堡登船撤離，轉到皮勞繼續苦戰直到戰爭結束。

## 編制
結構：
- 「大德意志」裝甲擲彈兵團
- 「大德意志」裝甲燧槍兵團
- 「大德意志」裝甲團
- 「大德意志」裝甲偵察營
- 「大德意志」裝甲獵兵營
- 「大德意志」突擊炮營
- 「大德意志」裝甲炮兵團
- 「大德意志」地面防空炮兵營
- 「大德意志」裝甲工兵營
- 「大德意志」裝甲通訊營

## 歷屆指揮官
步兵師

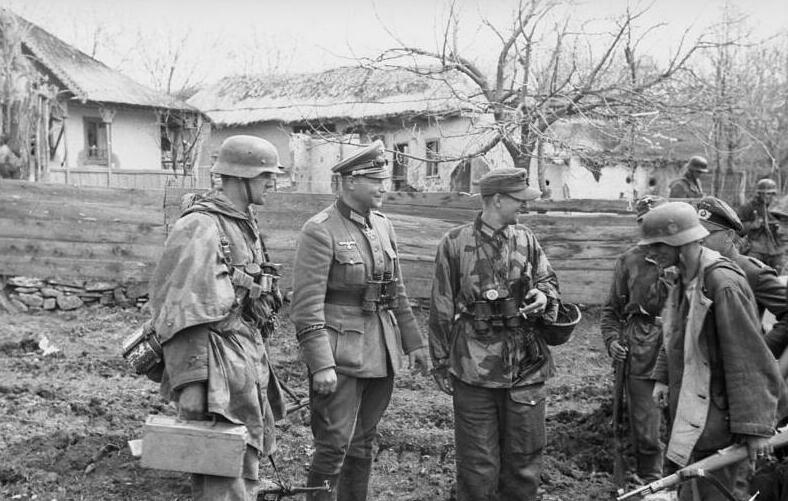
卡尔·洛伦茨少将

- 威廉·亨诺德·冯·斯托克豪森中校，1939年7月-1940年2月
- 格哈德·冯·施未林中校，1940年2月-1940年3月
- 威廉·亨诺德·冯·斯托克豪森上校，1940年3月-1941年8月
- 沃尔特·霍恩莱因上校，1941年8月-1942年4月

裝甲擲彈兵師
- 沃尔特·霍恩莱因少将，1942年4月-1944年4月
- 赫尔曼·巴尔克中将，1943年4月3日至6月30日
- 沃尔特·霍恩莱因少将，1943年6月30日-1944年4月
- 哈索·冯·曼陀菲尔中将，1944年2月1日-1944年8月
- 卡尔·洛伦茨少将，1944年9月1日-1945年5月8日

### 書籍
- 《被遺忘的士兵》，蓋伊·薩耶
- Thomas McGuirl, Remy Spezzano: Geschichte der Panzergrenadierdivision Grossdeutschland, ISBN 3-89555-033-7
- Horst Scheibert: Panzer-Grenadier-Division Großdeutschland und ihre Schwesterverbände, ISBN 3-89555-311-5
- Helmuth Spaeter: Die Einsätze der Panzergrenadier-Division „Großdeutschland“, ISBN 3-89555-089-2
- Helmuth Spaeter: Geschichte des Panzerkorps Großdeutschland, In 3 Bänden, antiquarisch
- Rolf Stoves: Die gepanzerten und motorisierten deutschen Großverbände, ISBN 3-7909-0279-9
- Gordon Williamson: German Army Elite Units 1939–45, ISBN 1-84176-405-1
- Dr. Hans Heinz Rehfeld: Mit dem Eliteverband des Heeres Großdeutschland tief in den Weiten Russlands. Verlagshaus Würzburg, Würzburg, 2. Auflage 2009. ISBN 978-3-88189-773-0. (Tagebuch über die Einsätze, Angriffe und Rückzug, ungeschminkter Bericht über den Kriegsalltag mit Besiegten, Gefangenen, Gefallenen und Verwundeten).
- Guy Sajer, Denn dieser Tage Qual war groß: Bericht eines vergessenen Soldaten [Le soldat oublié], Wolfgang Libal (trans.), Stuttgart; Hamburg: Deutscher Bücherbund. 1970 [2010-04-20] (Template:ISO 639 name Französisch)

ISBN 3764811110
单击这里添加你的引用。如果你仍在编辑主页面文章，你可能需要在一个新窗口打开。